# Geórgios Orfanós
Geórgios Orfanós (en grec moderne : Γεώργιος Ορφανός), né le 11 juin 1953 à Thessalonique, est un homme politique grec.

## Biographie
Membre du Parlement grec de 1996 à 2009 puis de 2012 à 2014, il est ministre des Sports de 2004 à 2007.

### Sources
- (en) Cet article est partiellement ou en totalité issu de l’article de Wikipédia en anglais intitulé « Georgios Orfanos » (voir la liste des auteurs).